# Décret relatif à la répression de l'anthropophagie en Afrique équatoriale et occidentale françaises
 (novembre 2022).
La mise en forme du texte ne suit pas les recommandations de Wikipédia : il faut le « wikifier ».
Les points d'amélioration suivants sont les cas les plus fréquents :
- Les titres sont pré-formatés par le logiciel. Ils ne sont ni en capitales, ni en gras.
- Le texte ne doit pas être écrit en capitales (les noms de famille non plus), ni en gras, ni en italique, ni en « petit »…
- Le gras n'est utilisé que pour surligner le titre de l'article dans l'introduction, une seule fois.
- L'italique est rarement utilisé : mots en langue étrangère, titres d'œuvres, noms de bateaux, etc.
- Les citations ne sont pas en italique mais en corps de texte normal. Elles sont entourées par des guillemets français : « et ».
- Les listes à puces sont à éviter, des paragraphes rédigés étant largement préférés. Les tableaux sont à réserver à la présentation de données structurées (résultats, etc.).
- Les appels de note de bas de page (petits chiffres en exposant, introduits par l'outil «  Source ») sont à placer entre la fin de phrase et le point final[comme ça].
- Les liens internes (vers d'autres articles de Wikipédia) sont à choisir avec parcimonie. Créez des liens vers des articles approfondissant le sujet. Les termes génériques sans rapport avec le sujet sont à éviter, ainsi que les répétitions de liens vers un même terme.
- Les liens externes sont à placer uniquement dans une section « Liens externes », à la fin de l'article. Ces liens sont à choisir avec parcimonie suivant les règles définies. Si un lien sert de source à l'article, son insertion dans le texte est à faire par les notes de bas de page.
- La présentation des références doit suivre les conventions bibliographiques. Il est recommandé d'utiliser les modèles {{Ouvrage}}, {{Chapitre}}, {{Article}}, {{Lien web}} et/ou {{Bibliographie}}. Le mode d'édition visuel peut mettre en forme automatiquement les références.
- Insérer une infobox (cadre d'informations à droite) n'est pas obligatoire pour parachever la mise en page.

Pour une aide détaillée, merci de consulter Aide:Wikification.
Si vous pensez que ces points ont été résolus, vous pouvez retirer ce bandeau et améliorer la mise en forme d'un autre article.
Le décret relatif à la répression de l’anthropophagie en Afrique équatoriale et occidentale françaises du 26 avril 1923 est l’un des rares textes officiels français relatif à l’anthropophagie et porte sur les colonies d’Afrique équatoriale et occidentale françaises. Il est publié le 28 avril 1923 dans le Journal officiel de la République française et signé par le président de la République Alexandre Millerand, le ministre des Colonies Albert Sarraut et le garde des Sceaux Maurice Colrat. Ce texte ambitionne de protéger les populations locales contre le cannibalisme, considéré comme un fléau propre aux colonies, et prévoit différentes peines selon les cas d’espèces : de l’amende à la peine de mort, en passant par l’emprisonnement.

## Définition
Le Larousse en ligne définit l’anthropophagie comme le « comportement qui consiste à ingérer de la chair humaine ». Il ajoute que les termes anthropophagie et cannibalisme sont synonymes, pourtant ce n’est pas réellement le cas. Le terme anthropophagie, apparu en Europe à la fin du XVe siècle, concerne les cas où un homme se nourrit du corps d’un autre homme. Le terme cannibalisme, rapporté par Christophe Colomb de son voyage dans les Caraïbes à la fin du XVe et au début du XVIe siècle, visait à qualifier les populations locales découvertes. Dès le XXe siècle il ne se limite plus à l’espèce humaine : le cannibale est un être vivant qui se nourrit d’un autre individu de la même espèce. Il peut donc s’agir de n’importe quelle espèce d’êtres vivants : les naturalistes définissent le cannibalisme comme la « consommation alimentaire intraspécifique dans le règne animal ». Le cannibalisme est notamment présent dans le monde agricole, souvent lié à des conditions d'élevage ne respectant pas le bien-être animal.

## Terminologie
Ce décret ne se distingue pas par un nom en particulier. Néanmoins, il est qualifié par la zone géographique sur laquelle il s’applique c’est-à-dire l'Afrique-Équatoriale française et l'Afrique-Occidentale française. Surtout il est connu comme l’un des décrets du 26 avril 1923. En effet, en plus du décret relatif à ces territoires, un autre décret est lui relatif à la répression de la traite et de l’anthropophagie au Cameroun.

### Afrique-Équatoriale française (AÉF)

Carte de l'Afrique dessinée par Georges Peltier, 1920.

L’Afrique-Équatoriale française a été créée par décret le 15 janvier 1910 et englobe quatre territoires : le Gabon, le Moyen-Congo, Oubangui et le Tchad. À la tête de la colonie est mis en place un gouverneur général qui est assisté de son gouverneur secrétaire général et de son conseil de gouvernement. L’entité se divise ensuite autour d’un chef de territoire épaulé d’un secrétaire général et d’un conseil privé pour chacun des quatre territoires. Enfin, il y a une nouvelle subdivision, les territoires sont découpés en régions organisées, là aussi, autour d’un chef pour chacune.

### Afrique-Occidentale française (AOF)
L’Afrique-Occidentale française est une colonie créée par décret elle aussi. Néanmoins, elle a supposé un travail important, ainsi ce sont trois décrets qui ont permis son établissement. Un premier en 1895, puis un deuxième en 1902 et enfin un troisième le 18 octobre 1904. La colonie s’organise autour d’un gouverneur général qui est le bras droit du Ministre des Colonies sur place. En dessous de lui se trouvent des lieutenants gouverneurs qui sont présentes sur chacun des territoires de la colonie. En effet, celle-ci se compose de plusieurs territoires : Côte-d’Ivoire, Guinée, Sénégal, Soudan ; puis se sont ajoutés : le Dahomey, le Niger, la Mauritanie et la Haute Volta.

### Décret du 26 avril 1923 relatif à la répression de la traite et de l’anthropophagie au Cameroun
Les décrets du 26 avril 1923 sont publiés au Journal Officiel de la République Française le même jour, le 28 avril 1923. Ils sont construits de la même manière avec pour ouverture un rapport d’Albert Sarraut suivie d'une liste d’articles signées par le Président Millerand et le Ministre Colrat. Néanmoins, tandis que le premier se rapporte aux colonies d’Afrique équatoriale et occidentale française, le second s’applique spécifiquement au Cameroun.
La Société des Nations a placé la plus grande partie du Cameroun sous l’autorité française à partir de 1919. Du fait de son protectorat, accordé par le mandat international, la France décide de pratiquer une politique d’administration directe avec un large programme d’équipement dès 1923.

Ce décret du 26 avril 1923 s’appliquant au Cameroun a un champ d’action plus large que celui s’appliquant à l’AOF et l’AÉF. En effet il porte tout d’abord sur la traite qui peut se définit comme :
« L’expression « traite des êtres humains » désigne le recrutement, le transport, le transfert, l’hébergement ou l’accueil de personnes, par la menace de recours ou le recours à la force ou d’autres formes de contrainte, par enlèvement, fraude, tromperie, abus d’autorité ou d’une situation de vulnérabilité, ou par l’offre ou l’acceptation de paiements ou d’avantages pour obtenir le consentement d’une personne ayant autorité sur une autre aux fins d’exploitation. L’exploitation comprend, au minimum, l’exploitation de la prostitution d’autrui ou d’autres formes d’exploitation sexuelle, le travail ou les services forcés, l’esclavage ou les pratiques analogues à l’esclavage, la servitude ou le prélèvement d’organes ».
Cette idée se retrouve déjà dans le rapport du Ministre Sarraut qui souhaite étendre les décrets des 12 décembre 1905 et du 8 août 1920 qui combattent la traite dans l’AOF et l’AÉF. Le rapport précise bien qu’il faut adapter encore cela aux coutumes du territoire.
Entre les articles 1 et 8, il est ainsi prévu un emprisonnement de cinq à dix ans et d'une amende de 500 à 5.000 francs dans le cas d’une convention signée voulant aliéner la liberté d'une personne. Encore un indigène sera condamné à la même peine pour l’introduction de personne victime d’une telle convention. L’emprisonnement peut être de vingt ans si la victime d’une telle convention à moins de 14 ans. Pour la mise en gage d’une personne c’est un emprisonnement d'un mois à un an et d'une amende de 20 à 200 francs qui est prévu et qui est aggravé si la victime a moins de 14 ans.
Surtout sur la question de l’anthropophagie le décret du 26 avril s’appliquant au Cameroun prévoit la peine de mort pour meurtre ou tentative en but d’anthropophagie, l’emprisonnement de dix ans à vingt ans et d'une amende de 100 à 1.000 francs pour trafic de chair humaine et acte d’anthropophagie. Enfin c’est un emprisonnement de six à deux ans pour toute profanation de sépulture sans acte d’anthropophagie.

## Contexte

### Synonymie cannibalisme-colonialisme et notion de coutume indigène
Depuis le début du XVIe siècle, les pays européens ont préféré considérer l’anthropophagie comme une pratique de sauvages ne pouvant avoir lieu dans leurs sociétés à l’exception de cas de monstre sous l’emprise de la folie. Ainsi les Européens ont perçu dans un premier temps les anthropophages comme des ogres ou des lycanthropes, puis comme des criminels fous.
L’idée d’une supériorité des Européens sur le reste du monde et les sauvages l’habitant s’est inscrite dans les pensées et mœurs de l’époque contemporaine. C’est, notamment, le résultat des débats et travaux de la Société d'anthropologie de Paris.
C’est, encore, l’image véhiculée par les freak shows se développant aux États-Unis et voyageant jusqu’en Europe. Ces derniers, ainsi, n’hésitent pas à mettre en scène « les derniers cannibales ». Surtout, cette synonymie va être imposée à la vie de tous lors de l'Exposition coloniale de Paris de 1931 quand est mis en place un véritable zoo humain montrant des locaux des colonies comme des cannibales.

Pour autant, la professeur Sophie Dulucq, spécialiste de l’Afrique coloniale au XIXe et au XXe écrit :
« Mon problème ne sera pas de savoir s’il y avait véritablement des anthropophages en AOF et en AEF, mais d’étudier le fonctionnement d’une société coloniale où tous – les communautés villageoises africaines, les administrateurs coloniaux et, semble-t-il, les accusés eux-mêmes – croyaient au cannibalisme, au meurtre rituel, à la sorcellerie, à la magie. Dans ces conditions, l’anthropophage existait puisque tout le monde était persuadé qu’il existait. En d’autres termes, et pour paraphraser Sartre, l’existence de l’anthropophage précède son essence… Ce sont les contours de cette réalité culturelle et sociale que je dois tâcher de saisir – et non la réalité (ou l’irréalité) des repas de chair humaine ».
De sorte, que la France a fait le choix d’instaurer une justice dans ses colonies quant à l’anthropophagie qu’elle ne reconnait pas et n’envisage même pas sur le territoire de sa métropole. Pour ce faire, la France s’appuie sur les travaux d’instrument dont le poids prend de l’importance au XXe siècle comme le ministère des Colonies.

### Importance progressive du ministre des Colonies
La loi du 20 mars 1894 votée par le cabinet Perrier a permis au sous-secrétariat des Colonies de devenir un véritable Ministère des Colonies avec un portefeuille propre. Surtout, ce Ministère a le plein exercice de son administration, il est autonome et spécial.
À sa création le portefeuille ne connait qu'un léger prestige. Pour autant il va pouvoir servir de véritable tremplin pour les hommes politiques qui vont occuper ce poste et qui jusque-là n’était pas très « en vue ».

## Contenu du Décret du 26 avril 1923 relatif à la répression de l’anthropophagie en AÉF et AOF

### Rapport du ministre des Colonies
Albert Sarraut dans son rapport souligne qu’il y a un besoin d’harmonisation des législations. En effet, il écrit que trop de « coutumes locales » sont appliquées par les « tribunaux indigènes ». Surtout, il est précisé que ces derniers ne connaissent pas le même régime et notamment ne sont pas aussi sévères les uns les autres quant à la question de l’anthropophagie.

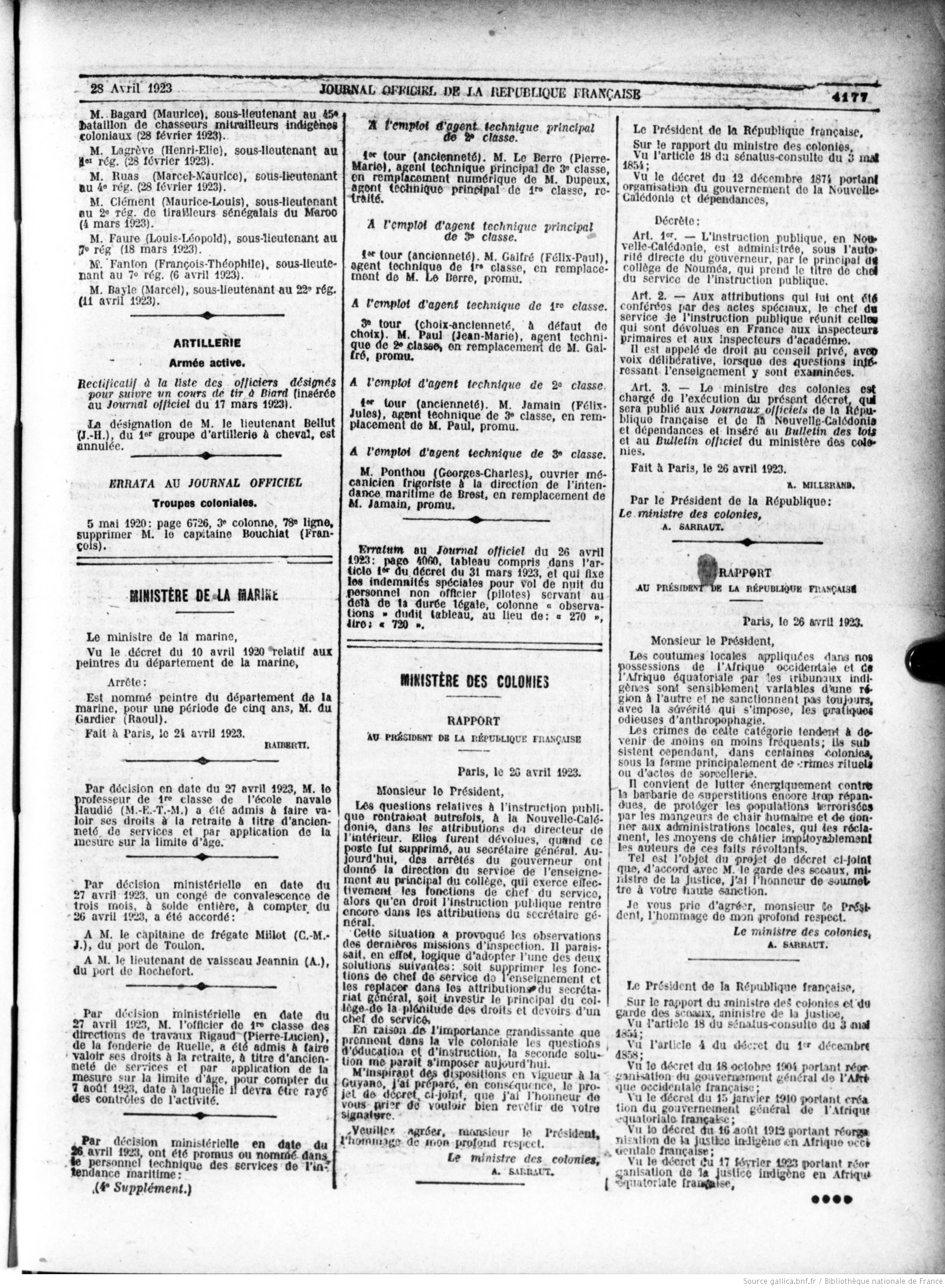
Parution du rapport d'Albert Sarraut et Visa du Décret du 26 avril 1923 dans le Journal Officiel

Cet usage est décrit comme une pratique odieuse, liée en général à la question des pratiques rituelles et de la sorcellerie. D’ailleurs, il est pointé le fait que le nombre de cas a diminué mais que la lutte ne doit pas cesser pour autant. Il s’agit, selon le rapport, de protéger les populations « terrorisées » par les « mangeurs de chair ».

### Visa
C’est avec un visa assez complet que le décret débute. Ce dernier prend ses sources dans des textes promulgués depuis le Second Empire jusqu’au début du XXe siècle et qui lui sont, donc, contemporains sur la question des colonies et leurs administrations.
Premièrement, est visé l’article 4 du Sénatus-Consulte du 3 mai 1854 qui prévoit qu’en dehors de la Martinique, la Guadeloupe et de la Réunion les colonies sont régies par des décrets jusqu’à ce qu’un véritable nouveau Sénatus-Consulte leur soit consacré. En somme, il est laissé au pouvoir exécutif et notamment au sous-secrétariat des Colonies qui devient le Ministère des Colonies une large marge d’application à travers les décrets.
Deuxièmement, est visé le décret du 1er décembre 1858, portant application à la magistrature des colonies des dispositions du décret du 29 juillet 1858 relatif à la magistrature de l’Algérie. C’est précisément l’article 4 de ce décret dont il est fait question. Celui-ci prévoit notamment que les décrets concernant la modification de la législations civile, correctionnelle, de la police, de l’organisation judiciaire des colonies doivent être rendus après un rapport du « ministre » des colonies mais aussi du Garde des Sceaux.
Troisièmement, c’est le décret du 18 octobre 1904 qui est visé. En effet, celui-ci porte sur la réorganisation du gouvernement général de l’Afrique Occidentale Française. Il liste, notamment, les territoires intégrés à la colonie et affirme l’autorité du gouverneur général sur cette entité.
Quatrièmement, le décret du 15 janvier 1910 portant sur la création du gouvernement général de l’Afrique Équatoriale Française est visé. En effet, ce décret porte sur la création de ce gouvernement général mais de façon plus générale il organise les conseils d’administration et de gouvernement ainsi que les façons de régler les contentieux. Il revient sur les territoires qui sont intégrés à la colonie et explique en détail la haute autorité du gouvernement général qui administre l’entité.
Cinquièmement, c’est le décret du 16 août 1912 qui est visé. Il porte sur la réorganisation de la justice indigène en Afrique Occidentale Française et se découpe en cinq chapitres. Les trois premiers consacrent les niveaux de justice avec les tribunaux de village, les tribunaux de subdivision et les tribunaux de cercle. Le chapitre suivant régit l’homologation et l’annulation des décisions rendues par les tribunaux. Enfin, le dernier chapitre prévoit l’exécution de ces jugements.

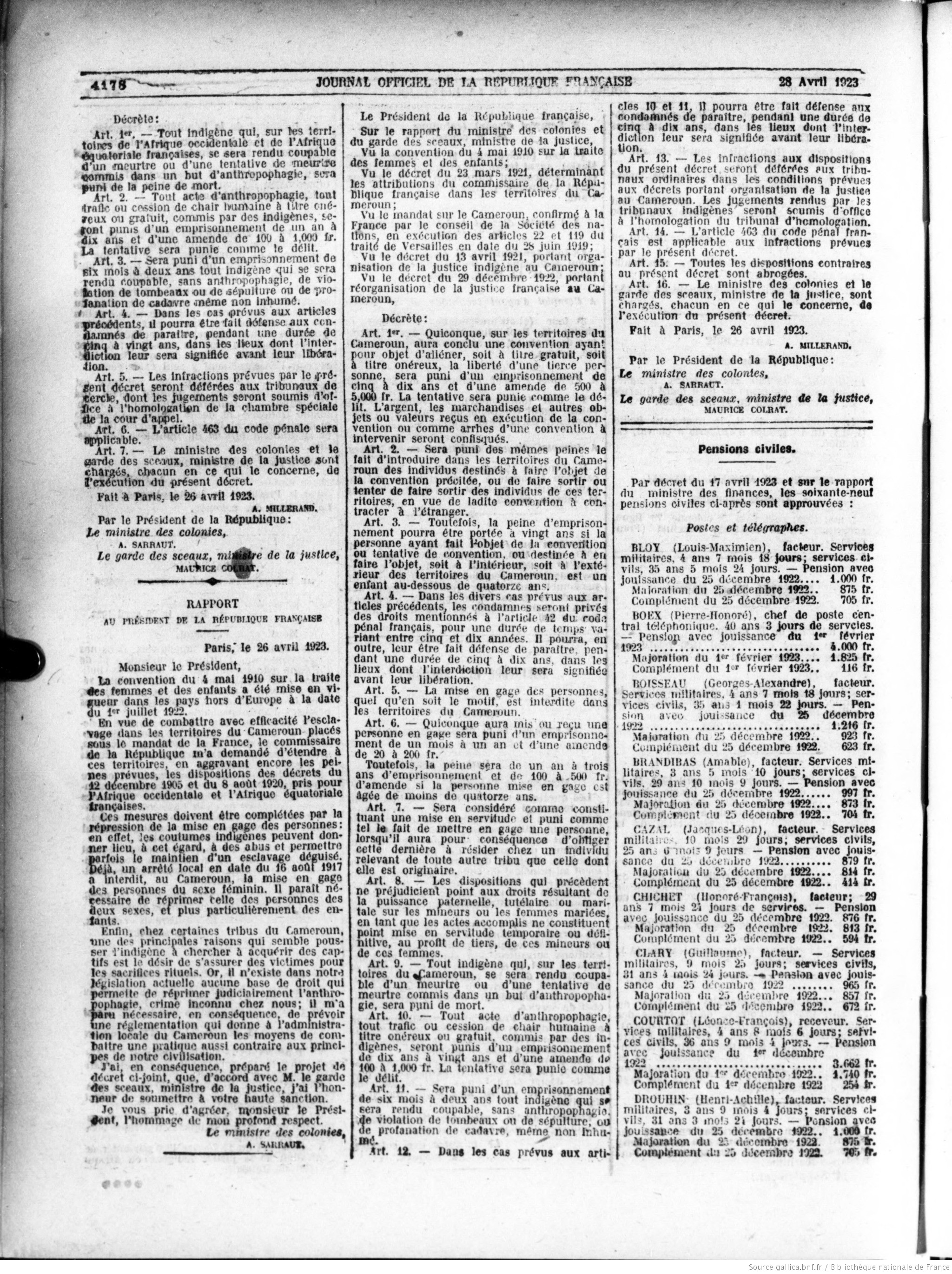
Publication des articles du Décret du 26 avril 1923 s'appliquant à l'AOF et l'AEF dans le Journal Officiel

Sixièmement, et dernièrement, le décret du 26 avril 1923 se réfère au décret du 17 février 1923 qui réorganise la justice indigène, cette fois, en Afrique Équatoriale Française. À nouveau, il se divise en plusieurs chapitres avec tout d’abord l’organisation des tribunaux indigènes, ensuite la compétence de ces tribunaux, après la procédure, encore l’homologation et enfin leur exécution.

### Corps du décret: les articles
Le décret du 26 avril 1923 relatif à la répression de l’anthropophagie en AOF et AÉF ne comporte pas tant d’articles que ça. En effet en moins de sept articles, il prévoit une peine pour différents cas d’espèce (articles 1 à 3), mais également, la possibilité de rajouter une peine aux condamnations précédentes (article 4), ainsi que la procédure des jugements (articles 5 à 7).
À noter que chaque article fait bien référence à la condamnation, au jugement, d’un acte commis par un indigène. Cette législation ne porte, donc, que sur les locaux des colonies et ne concerne pas les colons. La pensée selon laquelle l’européen est supérieur s’affirme donc encore ici, il est le héros venant délivrer les malheureux des monstres selon cet imaginaire.

#### Consécration de différents crimes
« Art. 1er. — Tout indigène qui, sur les territoires de l'Afrique occidentale et de l'Afrique équatoriale française, se sera rendu coupable d'un meurtre ou d'une tentative de meurtre commis dans un but d'anthropophagie, sera puni de la peine de mort »
Tout de suite dans le sujet, cet article 1er prévoit la peine de mort dans le cas d’un meurtre commis à des fins anthropophagiques. Néanmoins, la particularité de ce premier article est dans le fait qu’il prévoit la même peine si le meurtre a été réalisé ou seulement s’il a été tenté. La tentative est donc condamnable de la peine capitale alors même que l’élément matériel n’est donc pas survenu !
« Art. 2. — Tout acte d'anthropophagie, tout trafic ou cession de chair humaine à titre onéreux ou gratuit, commis par des indigènes, seront punis d'un emprisonnement d'un an à dix ans et d'une amende de 100 à 1.000 fr. La tentative sera punie comme le délit »
Cette fois-ci, alors que la tentative est toujours condamnée comme l’acte répréhensible, c’est une peine d’emprisonnement et d’amende qui est établie en cas d’acte d’anthropophagie ou de trafic de chair humaine. Ce qui est intéressant cette fois, c’est de voir que pour l’une des premières fois depuis le XIXe siècle l’anthropophagie est pensée en dehors du meurtre et est perçue comme un crime à part entière. 
« Art. 3. — Sera puni d'un emprisonnement de six mois à deux ans tout indigène qui se sera rendu coupable, sans anthropophagie, de violation de tombeaux ou de sépulture ou de profanation de cadavre, même non inhumé »
Cet article 3 est le seul dans ce décret à n’avoir aucun trait commun avec l’anthropophagie. En effet, il ne concerne que les cas de violation de tombeaux et profanation de cadavre. Il s’intéresse donc au traitement de victime décédée alors même que dans les articles précédents la vitalité ou non de la victime n’est qu’implicite.

#### Marge d'appréciation du jugement
« Art. 4. — Dans les cas prévus aux articles précédents, il pourra être fait défense aux condamnés de paraître, pendant une durée de cinq à vingt ans, dans les lieux dont l'interdiction leur sera signifiée avant leur libération »
Cette peine aggravante prévue à l’article 4 semble quelque peu particulière puisqu’en effet elle n’est pas conditionnée par une circonstance particulière. En effet, il s’agit là d’une marge d’appréciation laissée à la guise du jugement.

#### Organisation des jugements
« Art. 5. — Les infractions prévues par le présent décret seront déférées aux tribunaux de cercle, dont les jugements seront soumis d'office à l'homologation de la chambre spéciale de la cour d'appel »
Les tribunaux de cercle sont les plus proches des communautés puisqu’ils sont composés dans chaque cercle d’un commandant et de deux assesseurs issus des indigènes et nommés sur une liste de notable par le chef de la colonie. Ces tribunaux sont compétents en première instance dans le cadre de la répression des crimes dans l’Afrique coloniale. De sorte qu’ils sont soumis à l’homologation de la cour d’appel spéciale de la colonie qui revoie les pièces qu’ont eu en leur possession les tribunaux de cercle et n’entendent pas les parties avant de rendre un avis.
« Art. 6. — L'article 463 du code pénal sera applicable »
En 1810, l’article 463 du Code pénal était un article unique qui consacrait que: 
« Dans tous les cas où la peine d'emprisonnement est portée par le présent Code, si le préjudice causé n'excède pas vingt-cinq francs, et si les circonstances paraissent atténuantes, les tribunaux sont autorisés à réduire l'emprisonnement, même au-dessous de six jours, et l'amende, même au-dessous de seize francs. Ils pourront aussi prononcer séparément l'une ou l'autre de ces peines, sans qu'en aucun cas elle puisse être au-dessous des peines de simple police ».
En 1888, ce même article connait une révision et notamment il est rajouté à l’article que « dans le cas où l’amende est substituée à l’emprisonnement, si la peine de l’emprisonnement est seule prononcée par l’article dont il est fait application, le maximum de cette amende sera de 3,000 fr. ». Surtout est créé un article 2 déclarant que « la présente loi est applicable aux colonies de la Martinique, de la Guadeloupe et de la Réunion. ». En somme l’article 463 est étendu au cas de ces colonies d’AOF et d’AÉF.
« Art. 7. — Les ministres des colonies et de la justice sont chargés, chacun en ce qui le concerne, de l’exécution du présent décret »
C’est donc en respectant son visa que le décret se conclut. En effet, sont apposées les signatures des ministres des colonies et de la justice qui sont responsables.

## Application du texte et suites
Il est compliqué de retrouver une trace de l’application de ce décret du 26 avril 1923 puisqu’aucun jugement supposément rendu n’a été rapporté dans quelconque recueil.
Néanmoins, le Journal officiel de la République française du 21 novembre 1947 rapporte qu’est reconduit le décret du 26 avril 1923 relatif à la répression de la traite et de l’anthropophagie au Cameroun par un nouveau décret du 19 novembre 1947.
Il est à noter que ces textes prennent fin avec l’indépendance progressive de chacune des anciennes colonies françaises. Malgré tout, cet épisode de l’histoire coloniale a marqué certains territoires qui encore aujourd’hui établissent une répression des actes d’anthropophagie comme le Gabon.